# Dymitr Romanowski
Dymitr Romanowski – doktor nauk humanistycznych, doktor habilitowany nauk teologicznych, nauczyciel akademicki Uniwersytetu Jagiellońskiego, specjalista w zakresie filologii rosyjskiej, literaturoznawstwa i historii Kościoła.

## Życiorys
W 2006 uzyskał na Wydziale Filologicznym UJ stopień doktora nauk humanistycznych językoznawstwo specjalność filologia rosyjska. W 2014 na Wydziale Teologicznym Chrześcijańskiej Akademii Teologicznej w Warszawie na podstawie dorobku naukowego oraz rozprawy pt. Antoni Chrapowicki. Filozofia, teologia, kultura otrzymał stopień doktora habilitowanego nauk teologicznych. Został adiunktem Uniwersytetu Jagiellońskiego (Wydział Studiów Międzynarodowych i Politycznych; Instytut Rosji i Europy Wschodniej). Był także wykładowcą Państwowej Wyższej Szkoły Zawodowej im. Rotmistrza Witolda Pileckiego w Oświęcimiu (Instytut Filologii). Wszedł w skład Komisja Kultury Słowian Polskiej Akademii Umiejętności.